# Дешмукх, Дивья
Дивья Дешмукх (маратхи दिव्या देशमुख, англ. Divya Deshmukh; род. 9 декабря 2005, Махараштра) — индийская шахматистка, гроссмейстер среди женщин (2021). Чемпионка Азии (2023). В 2020 году в составе сборной Индии выиграла онлайн-Олимпиаду. Победительница Олимпиады 2024 в составе женской сборной Индии, с индивидуальной золотой медалью на 3-й доске. Победила на Кубке мира по шахматам среди женщин 2025 года.
Победительница чемпионатов мира среди девушек до 10 (2014) и до 12 (2017) лет. В 2016 году заняла 3-е место на чемпионате мира до 12 лет. В июне 2024 года победила на чемпионате мира среди юниорок.

## Ранняя жизнь
Дешмукх родилась в Нагпуре в семье маратхи. Ее родители, Джитендра Дешмукх и Намрата Дешмукх, являются врачами.

## Карьера
Входила в состав сборной Индии, получившей вместе с командой России, золотые медали на онлайн олимпиаде ФИДЕ по шахматам 2020 года. Дешмукх стала 21-й женщиной-гроссмейстером Индии в 2021 году. По состоянию на декабрь 2024 года она является 2-й женщиной-шахматистом в Индии.

### 2022 год
Выиграла чемпионат Индии по шахматам среди женщин. 
На шахматной олимпиаде, выступая за вторую сборную Индии, выиграла индивидуальную бронзовую медаль за игру на пятой доске.

### 2023 год
Выиграла чемпионат Азии по шахматам среди женщин. 
Затем она финишировала первой в рапид-турнире на "Tata Steel India Chess Tournament", несмотря на то, что имела наинизший рейтинг среди его участниц.

### 2024 год
В мае Дешмукх выиграла открытый турнир "Sharjah Challengers 2024". 
В июне она стала чемпионкой мира ФИДЕ по шахматам среди девушек, набрав 10 очков из 11.
В составе сборной Индии выиграла золотую медаль на 45-й шахматной Олимпиаде в Будапеште, набрав 9,5 очков из 11. Она также заработала индивидуальную золотую медаль за лучшее выступление на 3-ей доске.

### 2025 год
Выступая в составе команды "Hexamind Chess Team" на Командном чемпионате мира по рапиду и блицу 2025, заняла с ней второе место в рапид-турнире
 и третье в блиц-турнире.
Заняла первое место на Кубке мира по шахматам среди женщин 2025 года, будучи посеянной 15-ой, выиграла в финале титул на тай-брейках против 4-ой сеянной Хампи Конеру. На пути к финалу она победила ряд соперниц с более высоким рейтингом, среди которых можно выделить китаянок: 2-ую сеянную Чжу Цзиньэр и 3-ю сеянную Тань Чжунъи.